# Храм Смоленской иконы Божией Матери (Муром)
Це́рковь во и́мя ико́ны Бо́жией Ма́тери «Смоле́нская» (Но́во-Козьмодемья́нская це́рковь) — православный храм в центре города Мурома Владимирской области. Относится к Муромской епархии Русской православной церкви.

## История
Церковь во имя иконы Божией Матери «Смоленская» с тёплым приделом, освящённым в честь святой великомученицы Екатерины, была построена на средства муромского купца М. И. Елина на горе, вместо деревянного храма, утраченного после пожара 1804 года.
В 1832 году к церкви была пристроена колокольня. В 1838 году к храму пристроили тёплую трапезную с приделом в честь иконы Божией Матери Всех скорбящих радости, объединившую колокольню и саму церковь в единый комплекс. Церковь и колокольня носят на себе следы влияния архитектуры времени императора Александра I.
В 1840 году прихожане храма муромские купцы Титовы, Елин, Киселев пожертвовали колокол весом в 200 пудов (3276 кг). Святыней церкви считался древний напрестольных крест 1676 года с частицами святых мощей.
В 1868 году, после обрушения шатра в соседней церкви Космы и Дамиана (XVI века), построенного чуть ниже по склону, уцелевшие иконы и церковную утварь перенесли в Смоленский храм. После чего церковь получила второе название — «Ново-Космодемьянская».
23 мая 1922 года под предлогом оказания помощи голодающим Поволжья из храма было изъято серебряной утвари общим весом 1 пуд, 19 фунтов и 80 золотников (около 24 кг).
12 ноября 1929 года был поднят вопрос о закрытии храма. 20 января 1930 году ВЦИК утвердил решение Нижегородского крайисполкома о закрытии в Муроме восьми церквей, в том числе и Смоленской.
С 1977 года в церкви начались реставрационные работы, после которых в храмовом помещении разместился выставочный зал местного краеведческого музея. На эспозиционных площадях проводились выставки изобразительного и прикладного искусства местных и приглашённых художников, детской художественной школы. Благодаря отличной акустике там же проводились концерты академических хоров.
21 июля 1995 года, в день празднования Казанской иконы Божией Матери, в шпиль колокольни храма ударила молния, вследствие чего шпиль загорелся и обвалился.
В августе 1995 года Смоленская церковь была возвращена Владимирской епархии. 10 августа состоялось первое богослужение — был прочитан акафист. 14 апреля 1996 года состоялась первая пасхальная служба. Её провел настоятель Благовещенского мужского монастыря игумен Кронид (Козлов).
В августе 2000 года был восстановлен пострадавший из-за удара молнии шпиль колокольни. Указом архиепископа Владимирского и Суздальского Евлогия (Смирнова) церкви был придан статус городского собора.
С 2018 года в храме появились новые святыни — ковчег с частицей мощей святителя Николая Чудотворца, ковчег с частицей мощей великомученицы Екатерины, ковчег с частицей мощей великомученика Георгия Победоносца, ковчег с частицей мощей великомученика Пантелеимона.

## Архитектура
Основной объём церкви — четверик — перекрыт сомкнутым сводом, увенчан двумя уменьшающимися в диаметре восьмериками (один над другим) с луковичной главкой. С востока к нему примыкает пятигранная абсида, а с севера и юга — портики ионического ордера со своеобразной его трактовкой, благодаря тому, что портики прорезаны арками, создаётся впечатление воздушности и лёгкости.
Трапезная и колокольня, построенные в 1830-е годы, выполнены в других масштабах и несколько несоразмерны с основным объёмом церкви. Архитектурные детали их характерны для первой половины XVIII века: арочные, близко поставленные, вытянутых пропорций окна трапезной, пилястры входного портика, полуколонны третьего яруса колокольни. В третьем ярусе колокольни сгруппировано по три полуколонны композитного ордера. Подобный приём следует считать одним из местных приемов, обусловленных традициями зодчих-«муролей».

## Священнослужители
- 1804—1820 — Фёдор Петрович Виноградов, священник
- 1816—1857 — Василий Николаевич Спекторский, протоиерей (дед митрополита Дионисия (Валединского) по линии матери)
- 1857—1874 — Павел Парфеньевич Спасский, священник
- 1874—1888 — Николай Павлович Валединский, священник (отец митрополита Дионисия (Валединского))
- 1888—1922 — Иоанн Давидович Чижов, священник
- 1996—2018 — Николай Николаевич Абрамов, протоиерей (член Союза художников России[5])
- с 2018 года — священник Владимир Селин